# Dire Straits diskografi
Dire Straits diskografi omfattar de skivutgivningar som bandet gjort.

## Studioalbum
- 1978 – Dire Straits
- 1979 – Communiqué
- 1980 – Making Movies
- 1982 – Love Over Gold
- 1985 – Brothers in Arms
- 1991 – On Every Street

## EP
- 1983 – ExtendedancEPlay

## Livealbum
- 1984 – Alchemy: Dire Straits Live (Dubbel-LP från Love Over Gold-turnén)
- 1993 – On the Night (Från turnén On Every Street)
- 1995 – Live at the BBC (Från ett radioprogram i slutet av 1970-talet samt några andra tidiga liveinspelningar. Släpptes på 1990-talet för att möta efterfrågan på piratkopierade tidiga liveinspelningar.)

## Samlingar
- 1988 – Money for Nothing
- 1998 – Sultans of Swing: The Very Best of Dire Straits
- 2005 – The Best of Dire Straits & Mark Knopfler: Private Investigations

## Video
Skivbolagets officiella:
- Alchemy: Dire Straits Live - Konsert på VHS, LD, DVD och Blu-Ray
- On the Night - Konsert på VHS och DVD.
- Sultans of Swing: The Very Best of Dire Straits - Samling av musikvideor på DVD

Övriga officiella:
- Montserrat 1997 - Konsert på DVD (Endast Mark Knopfler och Phil Palmer)
- Nelson Mandela 70th Birthday Tribute 1988 - Konsert på DVD med Dire Straits som huvudakt